# Il Trionfo di Dori
Il Trionfo di Dori è una raccolta di 29 madrigali italiani pubblicato da Angelo Gardano a Venezia nel 1592.

## Storia
In Inghilterra il modello fu imitato da Thomas Morley nella raccolta The Triumphs of Oriana del 1601. In tedesco la collezione è stata curata come Musicalische Streitkrantzelein.
Caratteristica dei brani della raccolta è il testo in comune nella parte finale, il quale si conclude infatti sempre con la frase: «Viva la bella Dori», frase dedicata probabilmente ad una sposa di un allora recente matrimonio dell'alta società.
La raccolta contiene brani di alcuni tra i più noti compositori dell'epoca: Giovanni Pierluigi da Palestrina, Alessandro Striggio (padre), Luca Marenzio, Giovanni Gabrieli e diversi altri compositori simbolo dell'era dei Madrigale.

## Contenuti
| N. | Titolo                                | Compositore                      |
| -- | ------------------------------------- | -------------------------------- |
| 1  | Un giorno a Pale sacro                | Ippolito Baccusi                 |
| 2  | Dove sorge piacevole                  | Ippolito Sabino                  |
| 3  | Hor ch'ogni vento tace                | Orazio Vecchi                    |
| 4  | Se cantano gl'augelli                 | Giovanni Gabrieli                |
| 5  | Ninfe a danzar venite                 | Alfonso Preti                    |
| 6  | Leggiadre ninfe e pastorelli amanti   | Luca Marenzio                    |
| 7  | Vaghe ninfe selvagge                  | Giovanni de Macque               |
| 8  | All'apparir di Dori anzi del sole     | Oratio Colombani                 |
| 9  | Giunta qui Dori e patorelli amanti    | Giovanni Cavaccio                |
| 10 | Nel tempo che ritorna                 | Annibale Stabile                 |
| 11 | All'ombra d'un bel faggio             | Paolo Bozzi                      |
| 12 | Su le fiorite sponde                  | Tiburtio Massaino                |
| 13 | In una verde piaggia                  | Giammateo Asola                  |
| 14 | Smeraldi eran le rive il fium'argento | Giulio Eremita                   |
| 15 | Lungo le chiare linfe                 | Philippe de Monte                |
| 16 | Ove tra l'herbe e i fiori             | Giovanni Croce                   |
| 17 | Quando lieta vezzosa                  | Pietro Andrea Bonini             |
| 18 | Eran Ninfe e Pastori                  | Alessandro Striggio              |
| 19 | Piu trasparente velo                  | Giovanni Florio                  |
| 20 | Di pastorali accenti                  | Leone Leoni                      |
| 21 | Sotto l'ombroso speco                 | Felice Anerio                    |
| 22 | L' inargentato lido                   | Gasparo Zerto                    |
| 23 | Quand'apparisti o vag'o amata Dori    | Ruggiero Giovanelli              |
| 24 | Mentr'a quest'ombr'intorno            | Gasparo Costa                    |
| 25 | Dori a quest'ombre e l'aura           | Lelio Bertani                    |
| 26 | Mentre pastori e ninfe                | Lodovico Balbi                   |
| 27 | Al mormorar dei liquidi cristalli     | Giovanni Gastoldi                |
| 28 | Da lo spuntar de matutini albori      | Costanzo Porta                   |
| 29 | Quando dal terzo cielo                | Giovanni Pierluigi da Palestrina |